# Louise Elisabeth de Croÿ
Louise Élisabeth Félicité Armande Anne Françoise Marie Jeanne Joséphine de Croÿ, marchesa (ed in seguito duchessa) de Tourzel (Parigi, 11 giugno 1749 – Parigi, 15 maggio 1832), è stata una scrittrice francese.
Fu l'ultima governante dei bambini reali di re Luigi XVI di Francia e di sua moglie, la regina Maria Antonietta.

## Biografia
Membro della famiglia Croÿ, Louise Elisabeth era la figlia del duca Louis Ferdinand Joseph di Havré, maresciallo del Sacro Romano Impero, Grande di Spagna, e di sua moglie, la principessa Marie Louise di Montmorency-Luxembourg.
Suo fratello Joseph Maximilian Anne de Croÿ d'Havre era colonnello del reggimento di fanteria delle Fiandre francesi.

## Matrimonio
L'8 aprile 1766 sposò Louis François Bouchet Sourches (1744-1786), marchese de Tourzel. Godettero di un felice matrimonio per vent'anni, in cui Louise Élisabeth partorì sei figli. Suo marito rimase ucciso in un incidente di caccia nel 1786.
Fu una convinta sostenitrice della dinastia dei Borbone, ed era questo motto inciso su un anello da cui rifiutò di separarsi: Signore, salva il Re, il Delfino e sua sorella!

### Rivoluzione francese
Nel 1789, dopo la presa della Bastiglia, molti membri del circolo privato della regina furono obbligati a fuggire all'estero. La duchessa de Polignac, la favorita della regina, governante dei bambini reali, fu obbligata a fuggire in Svizzera. Maria Antonietta nominò Louise Élisabeth al recente impiego vacante con particolare attenzione al delfino Louis Charles. La marchesa fu raccomandata di limitare la paura del delfino dei rumori forti, in particolare l'abbaiare dei molti cani a Versailles.
Da questa intima posizione, la marchesa fu in grado di vedere la disintegrazione dell'ancien régime. Dopo che una folla inferocita di donne affamate, incitate dai rivoluzionari, prese d'assalto il palazzo di Versailles il 5 ottobre 1789, la marchesa accompagnò la famiglia reale a vivere nel palazzo delle Tuileries, a Parigi. La fedeltà della Tourzel era forte e si rifiutò di abbandonare i bambini reali quando la lotta politica divenne più accesa. Al posto del marchese d'Agoult, accompagnò il re e la sua famiglia nella tentata fuga da Parigi verso la roccaforte monarchica di Montmédy. Questo tentativo fallì e l'intero gruppo fu trascinato a Parigi dai repubblicani.
Dopo l'abolizione della monarchia nel 1792, la Tourzel fu imprigionata con la famiglia reale nel carcere della torre del Tempio, ma pochi giorni dopo venne separata dalla famiglia reale ed imprigionata nella prigione di La Force e poi a Port Royal. Furono inoltre imprigionati, allo stesso tempo, la figlia della Tourzel, Pauline de Tourzel, e la più leale amica di Maria Antonietta, la princesse de Lamballe. Poco dopo la loro prigionia, le tre donne si trovavarono vittime dei massacri di settembre, quando migliaia di persone incarcerate a Parigi furono massacrate dai violenti rivoluzionari che cercavano di liberare le carceri dagli aristocratici incarcerati. La Tourzel e sua figlia furono contrabbandate fuori dal carcere da un signore misterioso, ma la Lamballe non fu così fortunata. Fu selvaggiamente assassinata, e la sua testa mozzata fu poi fatta sfilare per la città.
Nel gennaio 1793, Luigi XVI fu giustiziato. Nel mese di ottobre, anche la regina Maria Antonietta fu mandata alla ghigliottina. La Tourzel fu funestata dalla loro morte, e rimase ugualmente scioccata nel sentire della morte di Louis-Charles nel 1795. Diverse volte nei decenni successivi, la Tourzel fu avvicinata da uomini diversi che affermarono di essere "Luigi XVII di Francia".

### Dopo rivoluzione
Nel 1827, durante la Restaurazione, la Tourzel fu creata duchessa nel suo pieno diritto da Carlo X di Francia. In seguito pubblicò le sue memorie, che sono un resoconto storico inestimabile degli ultimi giorni della famiglia reale. Sua figlia Pauline divenne dama di compagnia dell'unica figlia sopravvissuta di Maria Antonietta, Maria Teresa Carlotta, duchessa d'Angoulême.

## Nella cultura di massa
- La marchesa è apparsa in diversi romanzi sulla famiglia reale francese, incluso Trianon e Madame Royale di Elena Maria Vidal, Flaunting, Extravagant Queen di Eleanor Hibbert ed i romanzi di Maria Antonietta di Alexandre Dumas, padre. Il personaggio della marchesa de Tourzel appare nel film francese del 1956, Maria Antonietta regina di Francia.[11]

## Ascendenza
|                                                               |                                                         |                                                                        | Genitori                                                     |  |  | Nonni |  |  | Bisnonni                                   |  |  | Trisnonni                                  |  |
|                                                               |                                                         |                                                                        |                                                              |  |  |       |  |  | Ferdinand Joseph de Croÿ, III duca d'Havre |  |  | Philippe François de Croÿ, II duca d'Havre |  |
|                                                               |                                                         |                                                                        |                                                              |  |  |       |  |  | Ferdinand Joseph de Croÿ, III duca d'Havre |  |  | Philippe François de Croÿ, II duca d'Havre |  |
|                                                               |                                                         | Marie Claire de Croÿ, I duchessa d'Havre                               |                                                              |  |  |       |  |  | Ferdinand Joseph de Croÿ, III duca d'Havre |  |  |                                            |  |
| Jean Baptiste de Croÿ, V duca d'Havre                         |                                                         |                                                                        |                                                              |  |  |       |  |  | Ferdinand Joseph de Croÿ, III duca d'Havre |  |  |                                            |  |
|                                                               |                                                         | Marie Joséphine Barbe van Halewijn, contessa di Hames                  | Alexandre Timoléon van Halewijn, conte di Hames              |  |  |       |  |  |                                            |  |  |                                            |  |
|                                                               |                                                         | Marie Joséphine Barbe van Halewijn, contessa di Hames                  | Alexandre Timoléon van Halewijn, conte di Hames              |  |  |       |  |  |                                            |  |  |                                            |  |
|                                                               |                                                         | Marie Joséphine Barbe van Halewijn, contessa di Hames                  | Yolande Barbe de Bassompierre                                |  |  |       |  |  |                                            |  |  |                                            |  |
| Louis-Ferdinand de Croÿ, duca d'Havre                         |                                                         | Marie Joséphine Barbe van Halewijn, contessa di Hames                  |                                                              |  |  |       |  |  |                                            |  |  |                                            |  |
|                                                               |                                                         | Antonio Lante Montefeltro della Rovere, II duca di Bomarzo             | Ippolito Lante Montefeltro della Rovere, I duca di Bomarzo   |  |  |       |  |  |                                            |  |  |                                            |  |
|                                                               |                                                         | Antonio Lante Montefeltro della Rovere, II duca di Bomarzo             | Ippolito Lante Montefeltro della Rovere, I duca di Bomarzo   |  |  |       |  |  |                                            |  |  |                                            |  |
|                                                               |                                                         | Antonio Lante Montefeltro della Rovere, II duca di Bomarzo             | Cristina d'Altemps                                           |  |  |       |  |  |                                            |  |  |                                            |  |
| Maria Anna Cesarina Lante Montefeltro della Rovere            |                                                         | Antonio Lante Montefeltro della Rovere, II duca di Bomarzo             |                                                              |  |  |       |  |  |                                            |  |  |                                            |  |
|                                                               |                                                         | Louise Angélique Charlotte de La Trémouille                            | Louis II de La Trémouille, I duca di Noirmoutier             |  |  |       |  |  |                                            |  |  |                                            |  |
|                                                               |                                                         | Louise Angélique Charlotte de La Trémouille                            | Louis II de La Trémouille, I duca di Noirmoutier             |  |  |       |  |  |                                            |  |  |                                            |  |
|                                                               |                                                         | Louise Angélique Charlotte de La Trémouille                            | Renée Julie Aubery de Tilleport                              |  |  |       |  |  |                                            |  |  |                                            |  |
| Louise Elisabeth de Croÿ                                      |                                                         | Louise Angélique Charlotte de La Trémouille                            |                                                              |  |  |       |  |  |                                            |  |  |                                            |  |
|                                                               | François-Henri de Montmorency, duca di Piney-Luxembourg | François de Montmorency, conte di Luxe                                 |                                                              |  |  |       |  |  |                                            |  |  |                                            |  |
|                                                               | François-Henri de Montmorency, duca di Piney-Luxembourg | François de Montmorency, conte di Luxe                                 |                                                              |  |  |       |  |  |                                            |  |  |                                            |  |
|                                                               | François-Henri de Montmorency, duca di Piney-Luxembourg | Elisabeth Angélique de Vienne                                          |                                                              |  |  |       |  |  |                                            |  |  |                                            |  |
| Christian Louis de Montmorency-Luxembourg, principe di Tingry | François-Henri de Montmorency, duca di Piney-Luxembourg |                                                                        |                                                              |  |  |       |  |  |                                            |  |  |                                            |  |
|                                                               |                                                         | Madeleine Charlotte de Clermont-Tonnerre, duchessa di Piney-Luxembourg | Charles Henri de Clermont-Tonnerre, duca di Piney-Luxembourg |  |  |       |  |  |                                            |  |  |                                            |  |
|                                                               |                                                         | Madeleine Charlotte de Clermont-Tonnerre, duchessa di Piney-Luxembourg | Charles Henri de Clermont-Tonnerre, duca di Piney-Luxembourg |  |  |       |  |  |                                            |  |  |                                            |  |
|                                                               |                                                         | Madeleine Charlotte de Clermont-Tonnerre, duchessa di Piney-Luxembourg | Marguerite Charlotte de Luxembourg                           |  |  |       |  |  |                                            |  |  |                                            |  |
| Marie Louise Cunegonde de Montmorency-Luxembourg-Tingry       |                                                         | Madeleine Charlotte de Clermont-Tonnerre, duchessa di Piney-Luxembourg |                                                              |  |  |       |  |  |                                            |  |  |                                            |  |
|                                                               |                                                         | Achille IV de Harlay, conte di Beaumont                                | Achille III de Harlay                                        |  |  |       |  |  |                                            |  |  |                                            |  |
|                                                               |                                                         | Achille IV de Harlay, conte di Beaumont                                | Achille III de Harlay                                        |  |  |       |  |  |                                            |  |  |                                            |  |
|                                                               |                                                         | Achille IV de Harlay, conte di Beaumont                                | Anne Madeleine de Lamoignon                                  |  |  |       |  |  |                                            |  |  |                                            |  |
| Louise Madeleine de Harlay                                    |                                                         | Achille IV de Harlay, conte di Beaumont                                |                                                              |  |  |       |  |  |                                            |  |  |                                            |  |
|                                                               |                                                         | Anne-Renée du Louet, signora di Coetjenval                             | Robert-Louis du Louet, marchese di Coetjenval                |  |  |       |  |  |                                            |  |  |                                            |  |
|                                                               |                                                         | Anne-Renée du Louet, signora di Coetjenval                             | Robert-Louis du Louet, marchese di Coetjenval                |  |  |       |  |  |                                            |  |  |                                            |  |
|                                                               |                                                         | Anne-Renée du Louet, signora di Coetjenval                             | Renée Le Borgne de Lesquiffiou                               |  |  |       |  |  |                                            |  |  |                                            |  |
|                                                               |                                                         | Anne-Renée du Louet, signora di Coetjenval                             |                                                              |  |  |       |  |  |                                            |  |  |                                            |  |